# スペインアイベックス
スペインアイベックス（Capra pyrenaica）は、偶蹄目（鯨偶蹄目とする説もあり）ウシ科ヤギ属に分類される偶蹄類。
英名はIberian ibex、Spanish ibex、Spanish wild goat、Iberian wild goatなど。

## 分布
スペインアイベックスはかつて、フランスやピレネーを含むイベリア半島に分布していたが、アンドラ、フランス、ジブラルタルでは絶滅した。
もともとは4つの亜種で構成されていた。しかし、1892年にはポルトガルアイベックスが絶滅し、2000年にはピレネーアイベックスが絶滅したため、今日でも見られるのは2つの亜種のみである。Western Spanish ibexとSoutheastern Spanish ibexはスペイン大陸部で見ることができたが、今日では国境を越えてポルトガルの大西洋沿岸部（ペネダ・ジェレス国立公園）に住みついている、
2014年には、Capra pyrenaica victoriae がカタロニアおよびフランス南部に再導入され、1998年には再導入されたガリシア州Serra do Xurésの個体群から広がったCapra pyrenaica victoriae がポルトガル北部にまで定着した。2020年現在、これらの個体群は広がりつつある。

## 形態
体長オス130 - 140センチメートル。体高オス68 - 80センチメートル、メス65 - 70センチメートル。体重オス65 - 80キログラム、メス35 - 45キログラム。顎鬚は少なくとも冬毛では長く、縮れずにまっすぐに伸びる。オスは額や顎鬚・頸部背面の鬣・四肢の外面は黒い。メスや幼獣は四肢前部が黒みを帯びる。
角は基部から上方へ伸び、外側後方へ向かい、先端が急に細くなり上方へ向かう。

## 分類
スペインアイベックスは4つの亜種に分類され、うち2亜種はまだイベリア半島で見られるが、2亜種はすでに絶滅した。1892年にはポルトガルアイベックス（学名: Capra pyrenaica lusitanica）が絶滅し、2000年にはピレネーアイベックス（ブカルド）（学名: Capra pyrenaica pyrenaica）が絶滅したのである。2003年には獣医師のフェルナンデス＝アリアスがピレネーアイベックスの復活に挑戦し、2003年7月にはDNAを用いたクローンが作成された。このクローンは肺の物理的欠陥により、誕生から数分後に死亡した。
以下の分類・分布・形態は今泉(1988)に従う。
†Capra pyrenaica pyrenaica Schinz, 1838 ピレネーアイベックス（絶滅亜種）
狩猟の対象とされ2000年に絶滅。
スペイン北部（カンタブリカ山脈東部、ピレネー山脈）
体の黒色部が大きい。角の間の角度が大きい。
Capra pyrenaica hispanica Schimper, 1848 シエラネバダアイベックス
スペイン東部および南部（シエラネバダ山脈・シエラモレナ山脈など）
体の黒色部が小さい。角の間の角度が大きい。
†Capra pyrenaica lusitanica Schlegel, 1872 ポルトガルアイベックス（絶滅亜種）
スペイン（ガリシア地方）、ポルトガル北部
角の間の角度が小さい。
Capra pyrenaica victoriae Cabrera, 1911 ビクトリアアイベックス
スペイン中部のグアダラマ山脈
体の黒色部が中程度。角は扁平。

## 保全

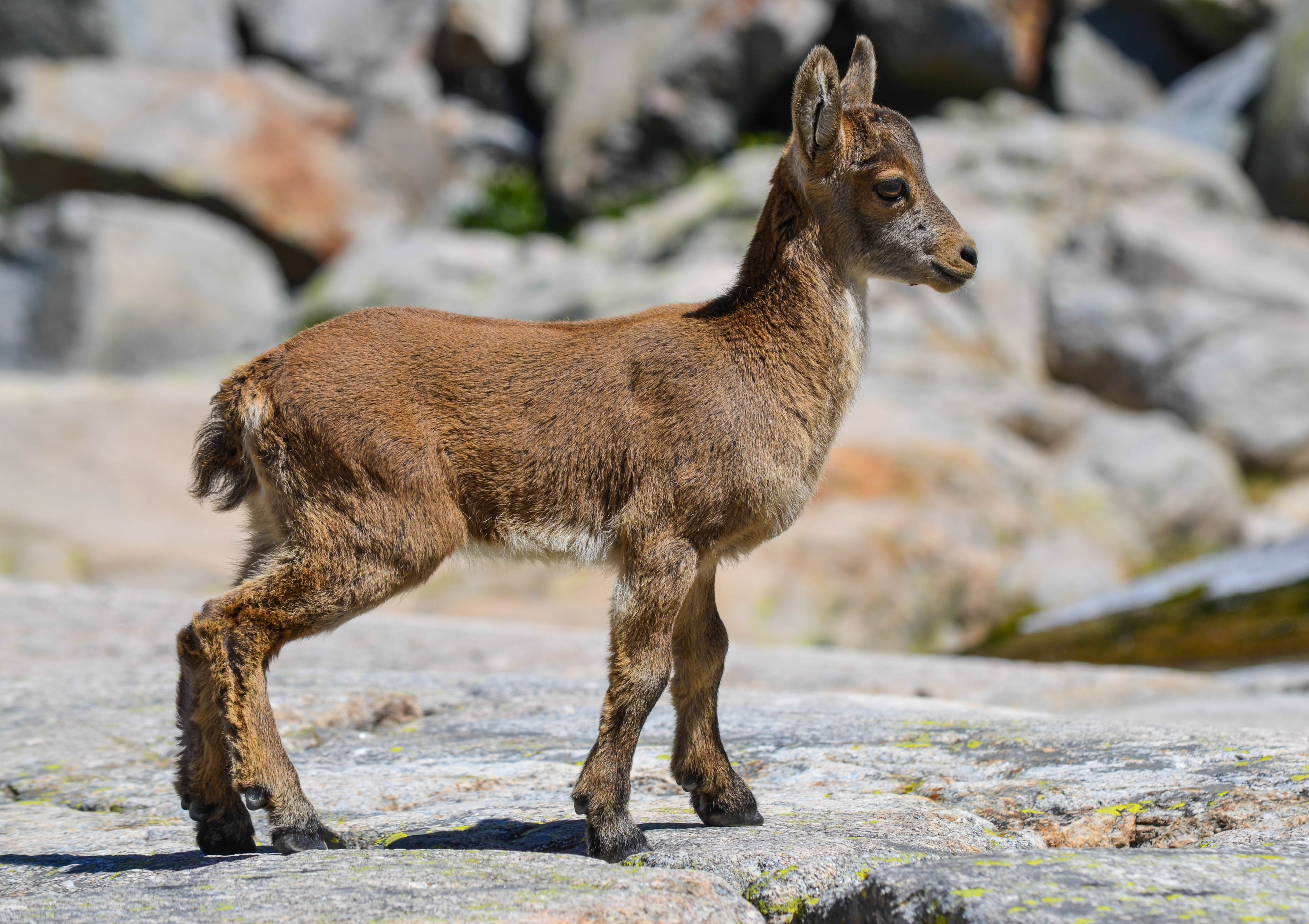
グレドス山地のWestern Spanish ibexの子ども

スペインアイベックスの個体数は過去数世紀において著しく減少した。ポルトガル北部のペネダ・ジェレス国立公園やスペイン北西部のガリシア地方にはポルトガルアイベックスが生息していたが、1892年にはこの地域からポルトガルアイベックスが絶滅した。19世紀中頃までにはピレネーアイベックスの生息範囲も大きく狭まっていたが、2000年1月にはオルデサ・イ・モンテ・ペルディード国立公園で最後のメスの生体が死んだことで、ピレネーアイベックスも絶滅した。
人間の人口過剰、動物疾患、家畜や他の有蹄類との争いの可能性、観光や狩猟など人間生活から受ける悪影響など、スペインアイベックスの将来的な保全にはいくつもの脅威が存在する。近年、スペイン南部の個体は疥癬などの病気の流行に見舞われている。感染した個体にとってこの病気は致命的となる可能性があり、オス・メスに不均等に影響することで、個体の生殖活動が制限される。

## 人間との関係
1990年代以降は生息数が増加傾向にある。亜種ポルトガルアイベックスは19世紀末に、基亜種ピレネーアイベックスは2000年に死骸の発見例を最後に絶滅したと考えられている。

## ギャラリー

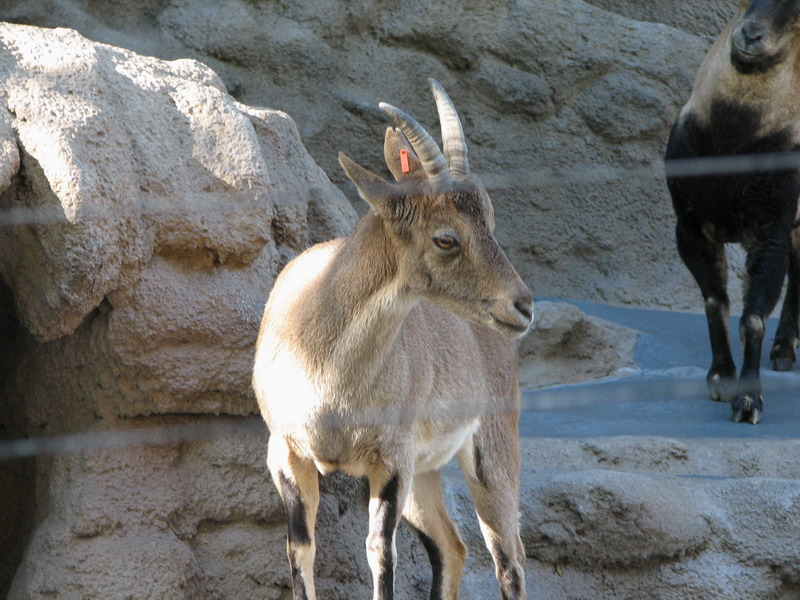
サンディエゴ動物園で飼育されているスペインアイベックス
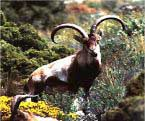
グレドス山地（英語版）のスペインアイベックス
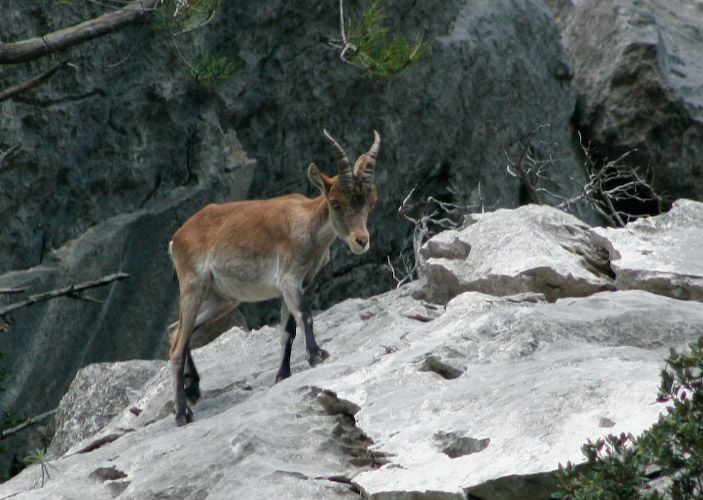
ポルツ・デ・トルトーザ＝ベゼイト（英語版）自然保護区の若いオスの個体
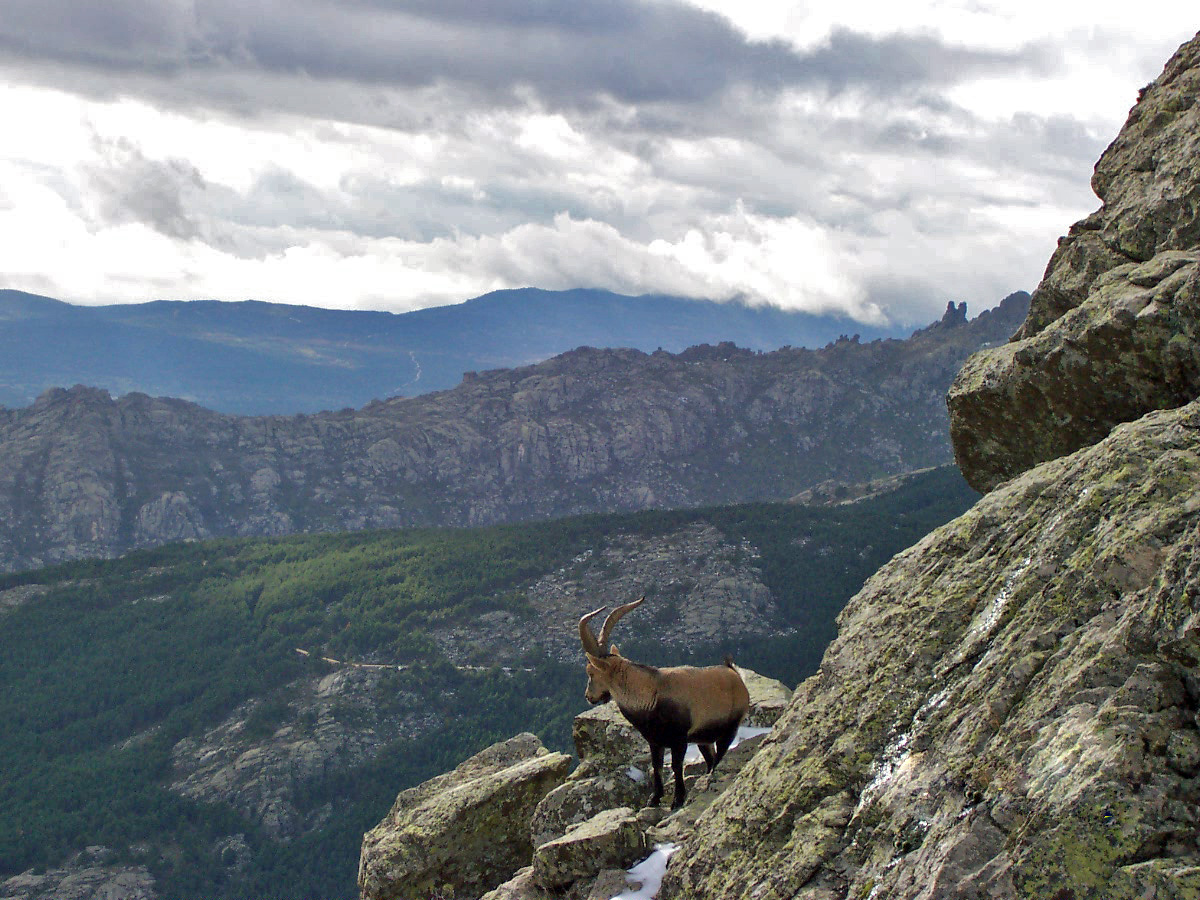
グアダラマ山脈に生息する群れ